# Manam (Cameroun)
Pour les articles homonymes, voir Manam.
Manam est un village du Cameroun situé dans la région de l'Est, le département du Haut-Nyong et la commune de Messok.

## Population
En 2005, le village comptait 166 habitants, dont 91 hommes et 75 femmes.

## Langue et culture
Manam fait partie de la zone de langue ndjem (langue). On y pratique le christianisme (catholicisme et protestantisme) et l'islam[réf. souhaitée].